# Quitònies
Les Quitònies (en grec antic: Χιτώνια) eren un festival de l'antiga Grècia que se celebrava en un indret de l'Àtica anomenat Quitone en honor d'Àrtemis Quitona, anomenada així perquè portava el quitó, la seva vestimenta de caçadora. Els siracusans també celebraven un festival amb el mateix nom i en honor de la mateixa deïtat, que es distingia perquè es realitzava un tipus especial de dansa i per la música de flauta, segons diu Ateneu de Nàucratis.